# Чадра

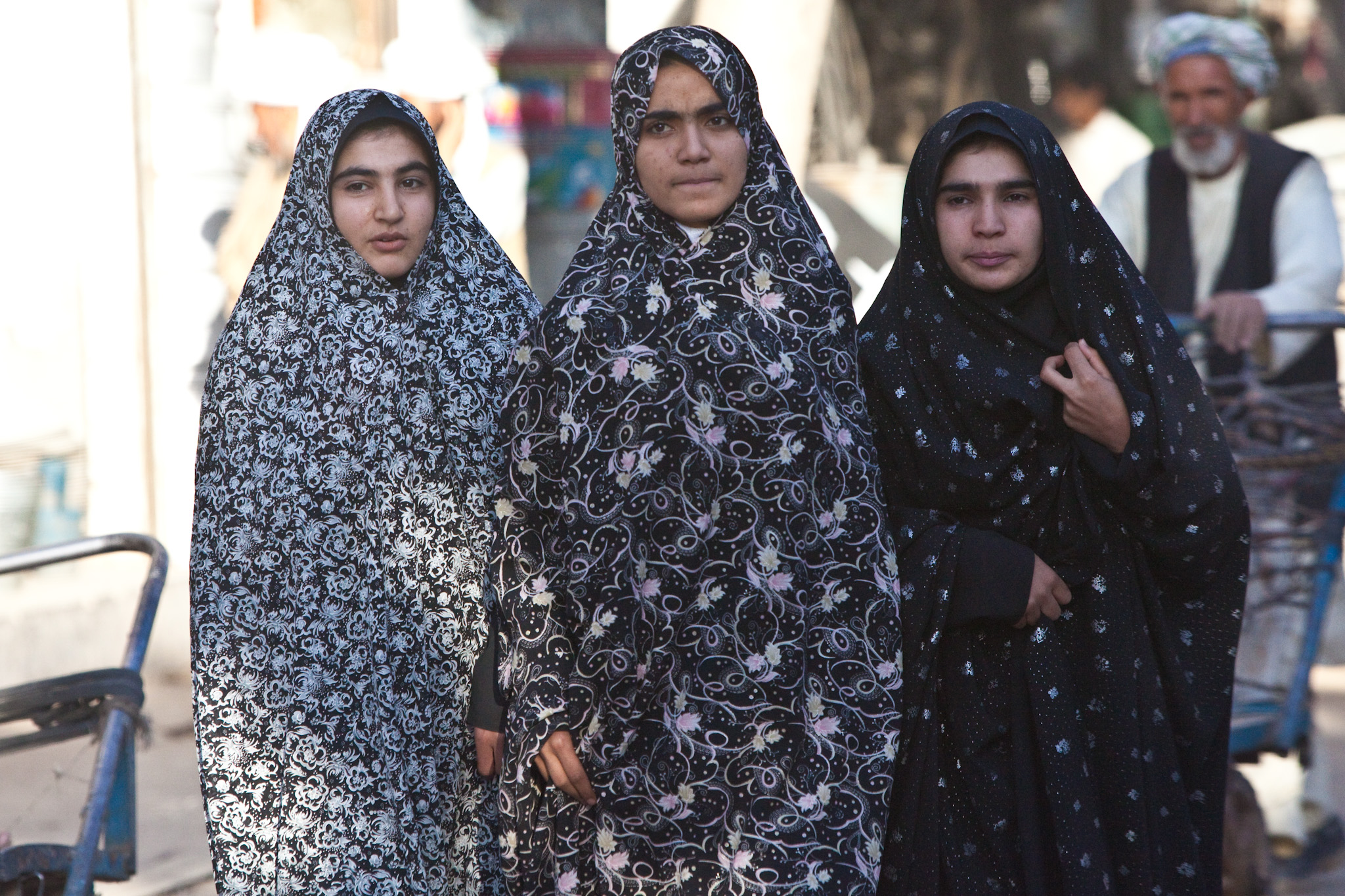
Молодые женщины в Герате (Афганистан), в чадрах в иранском стиле

Чадра́ (перс. چادر‎ «палатка») — лёгкое женское покрывало белого, синего или чёрного цвета. Надевается при выходе из дома и закрывает фигуру женщины с головы до ног. Носится многими женщинами-мусульманками из культурно-религиозных соображений.
В отличие от обычных вуалей, головная часть чадры состоит из муслиновой ткани, закрывающей лицо, и ткани, закрывающей голову.